# دکوپاژ
دِکوپاژ (به فرانسوی: découpage) تقطیع یا برش فنی، یکی از وظایف کارگردان است که شامل مدیریت کردن در مورد محل استقرار دوربین در صحنه، نوع نورپردازی، اندازه تصویر، زاویه
دوربین، نوع حرکت دوربین، تعداد تصاویری که برای نمایش یک موقعیت لازم است، نوع
اتصال نماها به یکدیگر، هر صدایی که قرار است در صحنه شنیده شود (هر صدایی غیر از
دیالوگ‌ها، یعنی موسیقی و افکت‌های صوتی) و باقی جزئیاتی است که به فرایند تصویری شدن فیلمنامه (سناریو) مربوط می‌شود.
این وظایف که شاید نیمی از وظایف کارگردان باشد، باید پیش از فیلم‌برداری انجام شود و نتیجه آن در فیلم‌نامه دکوپاژ شده مشخص باشد. کارگردان‌ها ممکن است هنگامی که به مرحله فیلم‌برداری می‌رسند برخی از جزئیاتی را که قبلاً تعیین کرده بودند با توجه به شرایط تغییر دهند، ولی معمولاً بر اساس فیلم‌نامه دکوپاژ شده‌ای که خود تهیه کرده‌اند پیش می‌روند. برخی کارگردان‌ها نیز به دکوپاژ کردن فیلم‌نامه پیش از فیلم‌برداری اعتقاد ندارند و معتقدند در هنگام فیلم‌برداری است که کارگردان می‌فهمد فیلم‌نامه‌ای که در دست دارد باید چگونه ساخته شود. البته معمولاً روش اول، هم مرسوم‌تر است و هم کارامدتر.

## اهمیت دکوپاژ
نحوه دکوپاژ، ضرباهنگ فیلم و حال و هوای آن را به تماشاگر منتقل می‌کند. برای مثال هر چه تقطیع بیشتر باشد، طول نماها کوتاهتر باشد و از زوایای بیشتری فیلم‌برداری صورت گیرد، ضرباهنگ فیلم نیز تند تر خواهد بود و این روش معمولاً در فیلم‌های پر زد و خورد، ترسناک و جنگی، روش مناسبی برای القای حس ترس و هیجان به تماشاگر است یا در فیلم‌هایی که کارگردان می‌خواهد تماشاگر هر چه بیشتر با شخصیت اصلی همراه شود و با چشم او به ماجرا نگاه کند، معمولاً از برداشت‌های بلند و از حرکت دوربین‌های طولانی و حتی برای بیشتر کردن این حس از نمای دیدگاه (POV) استفاده می‌کند.
نوع دکوپاژ فیلم به نوعی، نشان دهنده سلیقه بصری و سبک تصویری کارگردان است. برخی کارگردان‌ها هستند که به برداشت‌های بلند اعتقاد دارند، به این معنی که معتقدند فیلم باید تا حد ممکن به تجربه بصری بیننده در عالم واقع نزدیک باشد، به همین خاطر این کارگردان‌ها تا حد ممکن از تقطیع نماها خودداری می‌کنند، طرفدار نماهای بلند و حرکت دوربین‌های طولانی‌اند (این روش در بین کارگردان‌های اروپایی بیشتر مرسوم است). در عین حال برخی از کارگردان‌ها نیز طرفدار نماهای کوتاه و قطع‌های سریع هستند و معتقدند که باید تجربه بصری جدیدی را به تماشاگر ارائه داد (معمولاً کارگردان‌هایی که در نظام سینمایی آمریکا کار می‌کنند بیشتر طرفدار این روشند).
یک نکته بسیار مهم و وظیفه بسیار خطیر بر دوش کارگردان آن است که، او باید به ویژه در تقطیع نماها و نوع اتصال آن‌ها به یکدیگر و در زاویه بندی دوربین، به گونه‌ای عمل کند که تماشاگر حس پرش و بریدگی نداشته باشد یا به عبارتی او باید احساس کند که فیلم تداوم دارد، زیرا در غیر این صورت ممکن است در اثر این پرش‌ها توجه او از فیلم کنده شود و چون حواسش پرت شده از همراهی با فیلم صرف نظر کند. علاوه بر این، کارگردان باید به گونه‌ای عمل کند که چشم و ذهن تماشاگر را خسته نکند. به‌طور خلاصه نماها باید به گونه‌ای باشند که نه آنقدر کشدار و بی‌تحرک باشند که خسته‌کننده به نظر برسند و نه آنقدر کوتاه و سریع که تماشاگر نه تنها اطلاعاتی به دست نیاورد بلکه دچار سرگیجه هم شود. افراط و تفریط به فیلم صدمات بسیاری وارد می‌کند.

## فیلم‌نامه دکوپاژشده
ابتدا کارگردان هر سکانس فیلم‌نامه را به نماهای مختلف (اصطلاحا "پلان") تقسیم می‌کند (منظور هر برداشت دوربین است یعنی فاصله بین خاموش و روشن کردن دوربین). بعد از آنکه همه فیلم‌نامه به این صورت تقسیم‌بندی شد. پلان‌ها به ترتیب پشت سر هم قرار می‌گیرند.
حال باید فیلم نامه دکوپاژ شده را روی کاغذ نوشت. برای هر پلان صفحه شامل پنج بخش است:
شماره سکانس و شماره پلان: باید شماره سکانس و شماره پلان را در جایی بالای هر صفحه هر نما نوشت.
نوع پلان: داخلی یا خارجی و محل فیلم‌برداری (به همان صورت که در فیلم‌نامه اصلی است)، همچنین روز فیلم‌برداری با توجه به برنامه‌ای که برای فیلم‌برداری تهیه شده، زیرا در این برنامه پلان‌ها به ترتیب فیلم‌برداری نمی‌شوند، بلکه برای صرفه‌جویی در وقت و هزینه‌ها، پلان‌هایی که در یک مکان و در یک موضع رخ می‌دهند را با هم می‌گیرند.
وضعیت صحنه: آنچه را که در هر پلان رخ خواهد داد را می‌نویسند و در همان قسمت، نوع نما (کلوزاپ، لانگ شات و …) و نوع حرکت دوربین را با علامت‌های اختصاری مشخص می‌کنند. به این ترتیب که یک خط کسری می‌کشند و در صورت نوع نما، و در مخرج حرکت دوربین را با علائم اختصاری می‌نویسند.
دیالوگ: دیالوگ‌هایی را که در این نما بین شخصیت‌ها رد و بدل خواهد شد را در یک ستون می‌نویسند.
صداها و نوفه‌ها: همه صداهایی که در سر این صحنه شنیده خواهد شد، مثلاً صدای ماشین یا چکیدن قطرات آب یا رادیو و …. می‌توان در این بخش موسیقی را نیز مشخص کرد که آیا در این پلان موسیقی متن باشد یا نه، ولی معمولاً این کار را نمی‌کنند و بعد از آنکه فیلم‌برداری تمام شد دربارهٔ بخش‌هایی که باید موسیقی متن داشته باشند تصمیم گرفته می‌شود.
به این ترتیب یک فیلم‌نامه دکوپاژ شده خواهیم داشت.